# Hudson, Florida
Hudson är en ort (CDP) i Pasco County, i delstaten Florida, USA. Enligt United States Census Bureau har orten en folkmängd på 12 158 invånare (2010) och en landarea på 16,4 km².